# Kubung
Kubung è un villaggio del Botswana situato nel distretto di Kweneng, sottodistretto di Kweneng East. Il villaggio, secondo il censimento del 2011, conta 881 abitanti.

## Località
Nel territorio del villaggio sono presenti le seguenti 4 località:
- Dikhutlana/Dikhutlaneng di 204 abitanti,
- Mmaphang,
- Mmaphang,
- Motale